# シャアラ・ホール
シャアラ・ホール（Sharla Hall、1980年11月23日 - ）は、オーストラリア出身の女子プロボクサーである。階級はバンタム級。チームST所属。
母国でキックボクシング2年・ボクシング2年のキャリアを積み、来日。NOVAで働く傍ら、トレーニングを重ね、2004年10月10日にプロデビュー。